# Бульнес, Мануэль
Мануэль Бульнес Прието (исп. Manuel Bulnes Prieto; 25 декабря 1799, Консепсьон, Чили — 18 октября 1866, Сантьяго, Чили) — чилийский военный и политический деятель, президент Чили с 1841 года по 1851 год.
Участвовал в войне за независимость от Испании.
Участвовал в 1829 году в революции против либерального правительства, а затем в войне против перу-боливийской конфедерации, выиграв сражение у маршала Санта-Круса в битве при Юнгае 20 января 1839 года, после чего был провозглашен национальным героем Чили.
Был назначен министром президентом Хосе Хоакином Прието, и вскоре после этого, был кандидатом в президенты на выборах 1841 года, которые выиграл.